# Église Notre-Dame-du-Rosaire d'Asmara
L'église Notre-Dame-du-Rosaire d'Asmara est un sanctuaire catholique situé dans la capitale érythréenne. De 1923 jusqu'à 1995 elle était l'église principale du vicariat apostolique d'Asmara, et appelée improprement « cathédrale ».
Les travaux de construction commencés en juin 1921 ont été achevés en septembre 1923. Le 14 octobre 1923, l'église fut consacrée à Notre-Dame du Rosaire,,,,,.
En conséquence de la suppression du vicariat apostolique de rite latin le 15 décembre 1995, l'église, dans laquelle on célèbre encore toujours la liturgie selon le rite romain, appartient maintenant à l'archéparchie d'Asmara, dont la cathédrale est Kidane Mehret (en), où la liturgie est celle de l'Église catholique érythréenne.
L'architecture du sanctuaire s'inspire largement de l'art roman italien, tout en incorporant quelques ajouts néo-gothiques, un style alors en vogue en Europe. Ainsi, le clocher de l'église est une interprétation libre de la tour du palais de Westminster de Londres. Le clocher, bâti derrière l'abside, s'élève à près de 57 mètres dans le ciel de la capitale érythréenne.
L'église a un plan en forme de croix latine, selon une tradition séculaire. Elle se compose d'une nef de quatre travées flanquée de bas-côtés, d'un transept et d'une abside rectangulaire. La façade, très sobre, est surmontée de trois pinacles.
Le site de l'église le comprend également une école et un monastère qui existait antérieurement à la construction de l'église.